# Vernon Forrest
Vernon Forrest, bijg. The Viper (Augusta, 12 januari 1971 - Atlanta, 25 juli 2009) was een Amerikaans bokser.
Forrest nam deel aan de Olympische Spelen van 1992, maar werd na een voedselvergiftiging in de eerste ronde uitgeschakeld. In 2001 werd hij wereldkampioen boksen welters in de IBF. Vervolgens nam hij het op tegen de kampioen van de WBC, Shane Mosley. Hij won de kamp tweemaal in 2002, maar werd het jaar nadien verslagen door Ricardo Mayorga.
Twee jaar later won Forrest driemaal bij de super welters tegen Sergio Rios, Elco Garcia en Ike Quartey, waardoor hij opnieuw uitzicht kreeg op de vacante titel van wereldkampioen. In 2007 won hij van de Argentijnse Carlos Manuel Baldomir op punten, waardoor hij wereldkampioen werd in een tweede klasse. Hij won vervolgens in 2008 van Michele Piccirillo, maar moest buigen voor Sergio Mora. Forrest nam in 2008 revanche. Door kwetsuren kon hij echter zijn titel niet verdedigen en de WBC besloot in mei 2009 om hem zijn kampioensstatuut te ontnemen, ten voordele van de Argentijnse interimkampioen Sergio Gabriel Martínez.
Forrest werd in 2002 verkozen tot "Bokser van het jaar" door Ring Magazine.
Hij werd in juli 2009 doodgeschoten tijdens een poging tot carjacking in de wijk Mechanicsville in Atlanta bij een benzinestation.